# 経済産業省設置法
経済産業省設置法（けいざいさんぎょうしょうせっちほう、平成11年7月16日法律第99号）は、経済産業省を設置するとともに、その任務や所掌事務、必要な組織を定めることに関する日本の法律である。
所管官庁は、経済産業省である。
2001年（平成13年）1月6日の中央省庁再編に際して、通商産業省を改組して経済産業省を設置するにあたり、通商産業省設置法は廃止された。

## 構成
- 第一章 総則（第1条）
- 第二章 経済産業省の設置並びに任務及び所掌事務
  - 第一節 経済産業省の設置（第2条）
  - 第二節 経済産業省の任務及び所掌事務（第3条 - 第4条）
- 第三章 本省に置かれる職及び機関
  - 第一節 特別な職（第5条）
  - 第二節 審議会等（第6条 - 第11条）
  - 第三節 地方支分部局（第12条 - 第13条）
- 第四章 外局
  - 第一節 設置（第14条）
  - 第二節 資源エネルギー庁
    - 第一款 任務及び所掌事務（第15条 - 第17条）
    - 第二款 審議会等（第18条 - 第19条）
    - 第三款 特別の機関（第20条 - 第22条）

  - 第三節 特許庁（第23条 - 第25条）
  - 第四節 中小企業庁（第26条）
- 第五章 雑則（第27条）
- 附則